# Olaug Tvedten
Olaug Tvedten (Stord, 20 luglio 2000) è una calciatrice norvegese, attaccante del Vålerenga.

## Carriera

### Club
Tvedten è cresciuta nelle giovanili del Trott. Nel corso del 2016 è passata all'Avaldsnes, che l'ha aggregata alla prima squadra. Il 23 agosto 2016 ha giocato la prima partita nella Women's Champions League, nei turni preliminari: ha sostituito Luana nel successo interno per 11-0 sul Newry City. Ha esordito invece in Toppserien in data 4 settembre 2016, subentrando a Þórunn Helga Jónsdóttir nella vittoria per 3-0 sul Trondheims-Ørn.
Il 27 aprile 2019 ha trovato la prima rete nella massima divisione locale, in occasione della sconfitta per 6-4 subita in casa del Sandviken.
Il 30 agosto 2021 è stato ufficializzato il suo trasferimento al Vålerenga, firmando un contratto valido fino al 31 dicembre 2023. Ha debuttato con la nuova casacca il 1º settembre successivo, subentrando a Rikke Bogetveit Nygard nella sconfitta interna per 1-3 contro l'Häcken, nei turni preliminari della Women's Champions League. Il 4 settembre ha giocato il primo incontro in Toppserien, schierata titolare nella partita persa per 2-1 sul campo del Rosenborg.
Il 21 marzo 2022 ha siglato il primo gol per il Vålerenga, attraverso cui ha contribuito alla vittoria per 2-0 sullo Stabæk. Il 23 giugno 2023 ha rinnovato il contratto che la legava al club, fino ad agosto 2025. Il 9 settembre 2023 ha trovato invece la prima rete nella Women's Champions League, in occasione del pareggio interno per 2-2 contro il Celtic.
Il Vålerenga ha vinto il campionato 2023; contemporaneamente, Tvedten si è laureata capocannoniere della Toppserien, con 13 reti, in ex aequo con Anna Nerland Aahjem.

### Nazionale
Tvedten ha rappresentato la Norvegia a livello giovanile.

## Statistiche

### Presenze e reti nei club
Statistiche aggiornate al 30 maggio 2024.
| Stagione         | Club             | Campionato       | Campionato | Campionato | Coppe nazionali | Coppe nazionali | Coppe nazionali | Coppe continentali | Coppe continentali | Coppe continentali | Supercoppe | Supercoppe | Supercoppe | Totale | Totale |
| Stagione         | Club             | Comp             | Pres       | Reti       | Comp            | Pres            | Reti            | Comp               | Pres               | Reti               | Comp       | Pres       | Reti       | Pres   | Reti   |
| ---------------- | ---------------- | ---------------- | ---------- | ---------- | --------------- | --------------- | --------------- | ------------------ | ------------------ | ------------------ | ---------- | ---------- | ---------- | ------ | ------ |
| 2016             | Avaldsnes        | TS               | 4          | 0          | CN              | 0               | 0               | WCL                | 1                  | 0                  | -          | -          | -          | 5      | 0      |
| 2017             | Avaldsnes        | TS               | 11         | 0          | CN              | 2               | 0               | WCL                | 4                  | 0                  | -          | -          | -          | 17     | 0      |
| 2018             | Avaldsnes        | TS               | 12         | 0          | CN              | 0               | 0               | WCL                | 5                  | 0                  | -          | -          | -          | 17     | 0      |
| 2019             | Avaldsnes        | TS               | 22         | 7          | CN              | 3               | 2               | -                  | -                  | -                  | -          | -          | -          | 25     | 9      |
| 2020             | Avaldsnes        | TS               | 17         | 2          | CN              | 3               | 1               | -                  | -                  | -                  | -          | -          | -          | 20     | 3      |
| gen.-ago. 2021   | Avaldsnes        | TS               | 12         | 2          | CN              | 2               | 1               | -                  | -                  | -                  | -          | -          | -          | 14     | 3      |
| Totale Avaldsnes | Totale Avaldsnes | Totale Avaldsnes | 78         | 11         |                 | 10              | 4               |                    | 10                 | 0                  |            | -          | -          | 98     | 15     |
| ago.-dic. 2021   | Vålerenga        | TS               | 3          | 0          | CN              | 2               | 0               | WCL                | 2                  | 0                  | -          | -          | -          | 7      | 0      |
| 2022             | Vålerenga        | TS               | 23         | 7          | CN              | 3               | 2               | -                  | -                  | -                  | -          | -          | -          | 26     | 9      |
| 2023             | Vålerenga        | TS               | 27         | 13         | CN              | 5               | 1               | WCL                | 4                  | 1                  | -          | -          | -          | 36     | 15     |
| 2024             | Vålerenga        | TS               | 10         | 3          | CN              | 0               | 0               | WCL                | 0                  | 0                  | -          | -          | -          | 10     | 3      |
| Totale Vålerenga | Totale Vålerenga | Totale Vålerenga | 63         | 23         |                 | 10              | 3               |                    | 6                  | 1                  |            | -          | -          | 79     | 27     |
| Totale           | Totale           | Totale           | 141        | 34         |                 | 20              | 7               |                    | 16                 | 1                  |            | -          | -          | 177    | 42     |

## Palmarès

### Club
- Coppa di Norvegia: 2

Avaldsnes: 2017
Vålerenga: 2024
- Campionato norvegese: 2

Vålerenga: 2023, 2024

### Individuale
- Capocannoniere della Toppserien: 1

2023 (13 gol)